# Orderman
Die Orderman GmbH  ist ein österreichisches Unternehmen und hat ihren Sitz in Salzburg. Orderman ist der Erfinder des mobilen Funkboniersystems. Mit Hilfe von mobilen Handhelds werden Bestellungen am Tisch eingegeben und per Funk an Küche und Ausschank gesendet. Orderman vertreibt seine Produkte europaweit. In rund 40.000 Gastronomiebetrieben sind Orderman-Geräte im Einsatz. Forschung und Entwicklung, die Produktion und die Vertriebssteuerung erfolgen größtenteils in Salzburg.

## Geschichte
Orderman wurde 1993 als „think dig High Tech Solutions“ gegründet. Die ersten Kunden waren Skihütten- und Diskotheken. Im Jahr 2007 wurde das Unternehmen in „Orderman GmbH“ umbenannt. Die vier Gesellschafter Alois Eisl (Geschäftsführer), Gottfried Kaiser (Forschung), Franz Blatnik (Entwicklung) und Willi Katamay (Leiter Vertrieb) teilten sich das Unternehmen zu gleichen Teilen.
Am 7. Juli 2008 wurde bekannt gegeben, dass die Firmenanteile an Radiant Systems, Inc. (Nasdaq: RADS), dem US-Marktführer im Bereich POS-Lösungen für die Gastronomie, verkauft wurden. 2011 übernahm die NCR Corporation, Erfinder der Registrierkasse, die Muttergesellschaft von Orderman, Radiant Systems. Dadurch ist Orderman Teil der NCR Corporation.
Seit Einführung der mobilen Funkboniersysteme konnte sich kein Mitbewerber gegen NCR Orderman durchsetzen, wodurch das Unternehmen bis heute (Stand 2015) europäischer Marktführer bleibt.

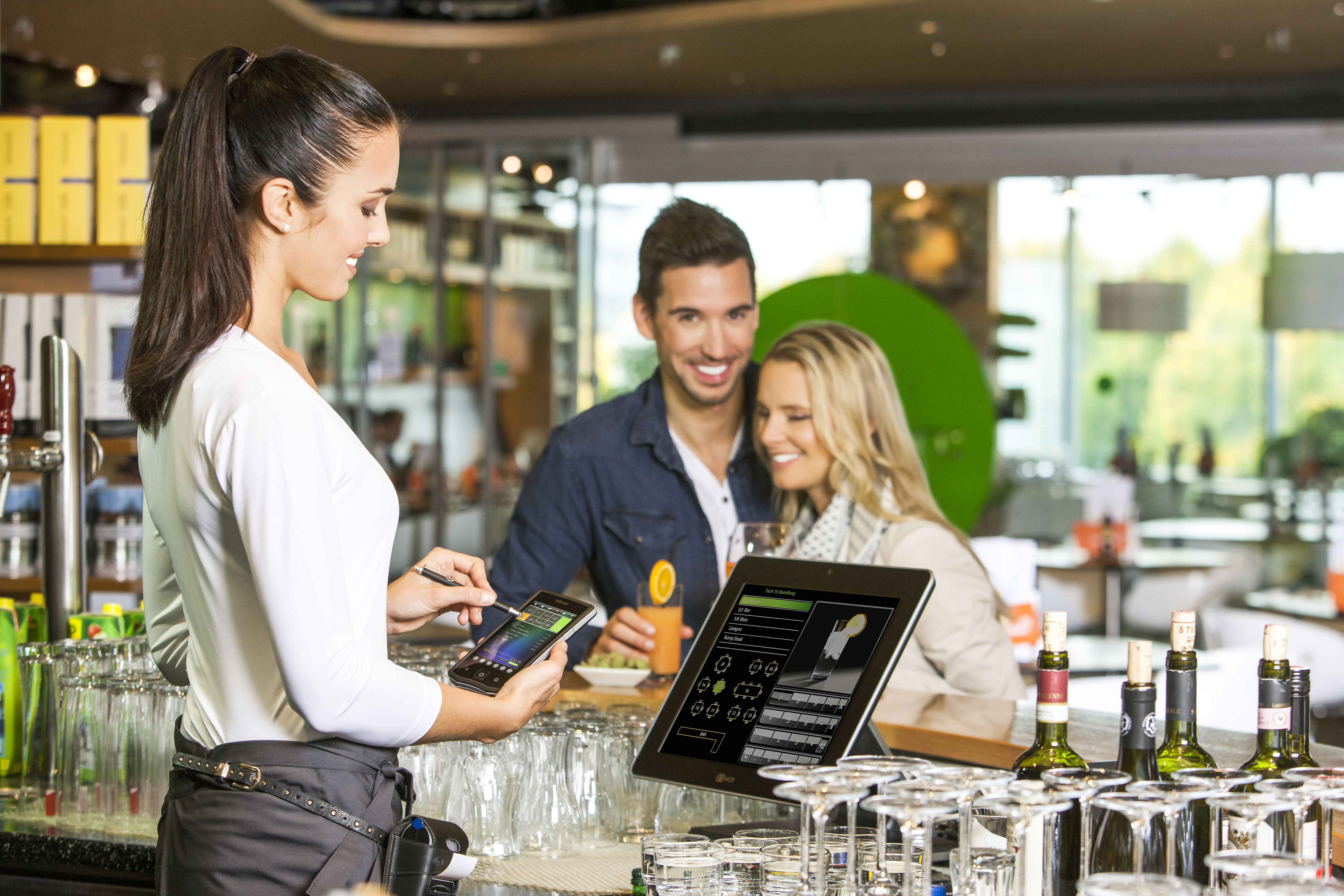
Gastronomieszene: Bonierung mit der mobilen Kasse NCR Orderman7

Im Jahr 2015 kommt der NCR Orderman7 auf den Markt. Der NCR Orderman7 ist die siebte Generation der mobilen Funkboniersysteme.
2024 wurde die Firma Orderman von neuen Inhabern übernommen und mit ihr auch das Unternehmen Orderman Italia Srl als Tochtergesellschaft integriert. Die Orderman GmbH arbeitet fortan wieder unabhängig von NCR.

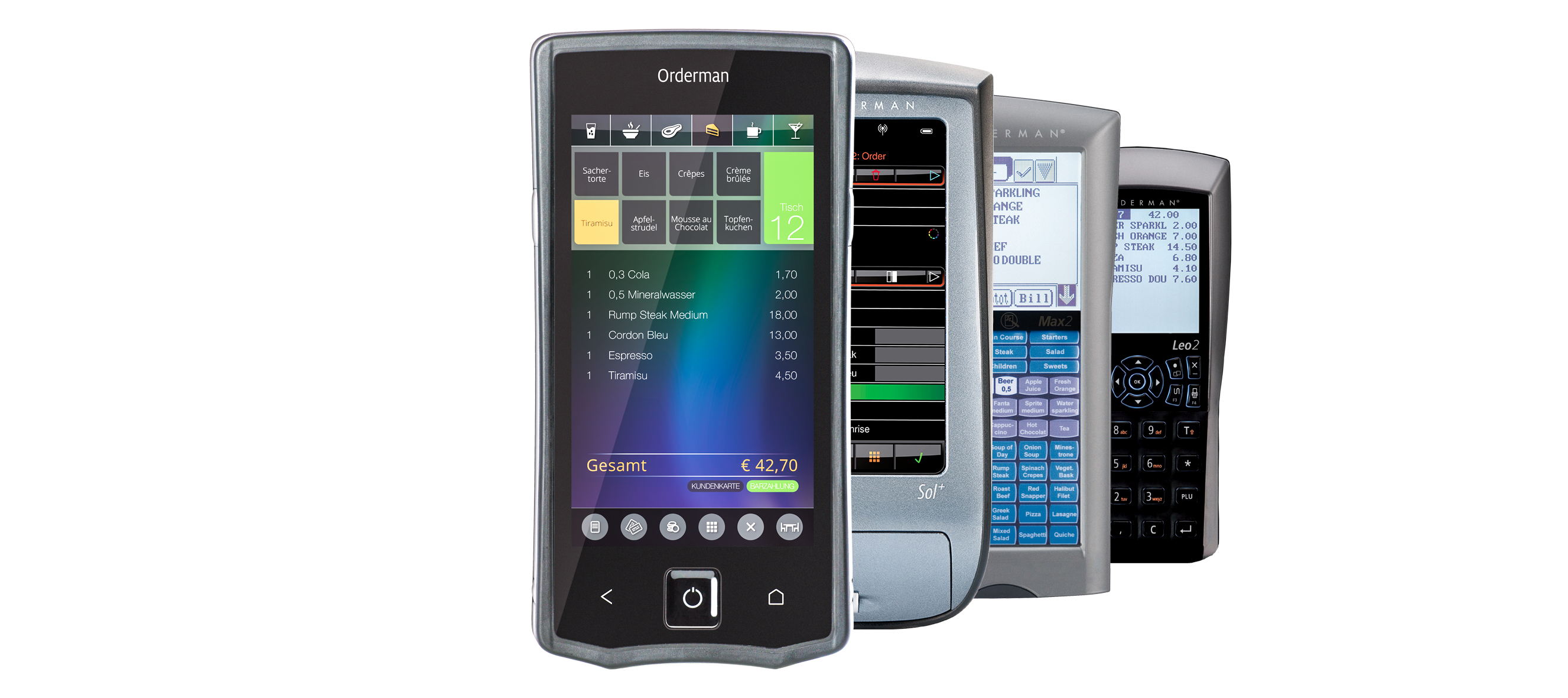
Handhelds für mobile Bestellaufnahme und Kartenzahlung in der Gastronomie

## Produkte
Die Produktpalette von NCR Orderman besteht im Jahr 2015 aus mobilen Funkboniersystemen und POS-Kassensystemen sowie Zubehör wie Bixolon-Drucker, mobile Gürteldrucker, Tragetaschen oder Touch-Pens.
NCR Orderman Funkboniersysteme lassen sich in vier Produkttypen einordnen – NCR Orderman7, Sol, Max2 und Leo2, die wiederum jeweils einzelne Produktvarianten bieten.
Touchscreengeräte werden vor allem von Betrieben eingesetzt, die ein umfangreiches Produktangebot haben. Das tastaturbasierte PLU-Gerät Leo2 bewirbt der Hersteller für die Hochfrequenz-Gastronomie. Die Handhelds werden von Servicekräften für die Eingabe der Bestellungen sowie für die Durchführung von Bezahlvorgängen mittels Bar- oder Kartenzahlung verwendet. Bons werden häufig mittels spezieller Gürteldrucker direkt beim Gast ausgedruckt.
Auch bei den Kassensystemen bietet NCR Orderman vier verschiedene Produkte (Stand 2015): Die Orderman Columbus, NCR XR7, NCR T1000 und P1X30.
Bei der im Jahr 2010 eingeführten PC-Kassenfamilie Columbus handelt es sich nach dem TuxTAP-System (2007) um eine der ersten Kassen ohne bewegliche und damit anfällige Teile. Die Orderman Columbus500 ist seitdem die meistverkaufte Kasse.
Laut einer telefonischen Umfrage von 2007 des Marktforschungsinstitutes „OGM“ im Auftrag von Orderman, in der 399 Interviews durchgeführt wurden, sei mit Funkboniersystemen eine Umsatzsteigerung von durchschnittlich 8,5 % möglich. Eine Studie von Ploner Consulting spricht von Umsatzsteigerungen im Ausmaß zwischen 5 und 25 %.
Diese Steigerung soll durch Zeitersparnis erreicht werden. In der Folge würden Tische besser ausgelastet und gleichzeitig wird keine Konsumation in der Abrechnung vergessen.

## Unternehmenszahlen
Handhelds, Kassen und Services von Orderman werden weltweit in mehr als 40.000 Restaurants eingesetzt. Die auf User-Experience und Design ausgerichtete Technik hat Orderman zum Weltmarktführer für mobiles Arbeiten in der Gastronomie gemacht. Mehrere Millionen Bestellungen werden täglich über rund 75.000 Orderman Handhelds und Kassen abgewickelt.